# 熱き瞳に
『熱き瞳に』（あつきひとみに）は、東海テレビ制作・フジテレビ系列で、1992年1月6日から4月3日まで放送された昼ドラである。

## 概要
第二次世界大戦前後の主に鎌倉周辺（長谷、腰越）を舞台とした、若い男女の恋愛、別れをその二人を取り巻く時代背景と共に描いたドラマ。
長山洋子演じる水島夏美と竹本孝之演じる田村浩太の恋仲に、兄弟子の早川吾郎（ひかる一平）が絡んだ三角関係に加え、戦前戦後で戦争という見えない力に翻弄される二人の運命を、悲しく切なく描いた作品。
全58話。

## キャスト
- 水島夏美：長山洋子[1]
- 田村浩太：竹本孝之[1]
- 早川吾郎：ひかる一平[1]
- 良子：井上ユカリ
- 日向明子
- 藤咲舞
- 福田豊土[1]
- 白川和子[1]
- 長谷寺の住職：高松英郎[1]
- 佐藤孝輔
- ひろあかね
- ナレーション：井出みな子

## スタッフ
- 演出 - 広瀬襄、松生秀二、牧時範、小野俊和
- プロデューサー - 小野俊和（東海テレビ）、飯塚尚丈（松竹）、原克子（松竹）
- 脚本 - 綾部伴子[1]、中井雅子、中原悦子
- 音楽 - 渡辺俊幸
- 制作協力 - エイコーテクニカ、NHKアート
- スタジオ - 三鷹スタジオ
- 制作 - 東海テレビ放送[1]、松竹

## テーマ曲
- 「熱き瞳に PRECIOUS TIME」
  - 作詞・作曲・歌：西田昭彦 / 編曲：矢野立美
  - レーベル：東芝EMI（TODT-2723）